# 위험한 욕정
"위험한 욕정"은 1989년에 개봉한 대한민국의 영화이다.

## 캐스팅
- 문태선 : 윤경호 역
- 김형자
- 성미진
- 허진
- 이무정
- 박준규
- 신성하
- 환건
- 홍윤정
- 김기종
- 이경려
- 신경환
- 김지선
- 강희주
- 정영국
- 장철
- 문신억
- 이영호
- 양세윤